# Kaman H-2
Der Kaman H-2 Seasprite ist ein militärischer Mehrzweckhubschrauber des US-amerikanischen Hubschrauberherstellers Kaman. Das Baumuster absolvierte am 2. Juli 1959 seinen Erstflug als HU2K-1 und wurde bis zur Außerdienststellung des letzten Typs SH-2G im Jahr 2001 in unterschiedlichen Versionen verwendet.

## Einsatz bei der U.S. Navy
1956 schrieb die US Navy einen allwettertauglichen Mehrzweckhubschrauber aus. Er sollte zur Seenotrettung auf Flugzeugträgern, zur Artilleriebeobachtung, Aufklärung, für Kurierflüge und zum Verwundetentransport dienen. Noch im selben Jahr gewann die Kaman Aircraft Corporation die Ausschreibung mit ihrem Typ K 20 und erhielt am 29. November 1957 den Auftrag für vier Prototypen und die ersten zwölf Serienmaschinen. Ursprünglich wurde der Hubschrauber als HU2K-1 bezeichnet. Nach der Vereinheitlichung der Bezeichnungssysteme der US-Teilstreitkräfte 1962 wurde daraus die UH-2A Seasprite. Ab Dezember 1962 wurden 190 UH-2 ausgeliefert, 88 UH-2A und 102 UH-2B. Die UH-2B konnten (im Gegensatz zur UH-2A) nicht im Schwebeflug aufgetankt werden, wurden aber später auf den Standard der UH-2A aufgerüstet. Die UH-2A/B wird von nur einem Triebwerk des Typs General Electric T58 angetrieben und hat einen dreiflügeligen Heckrotor.

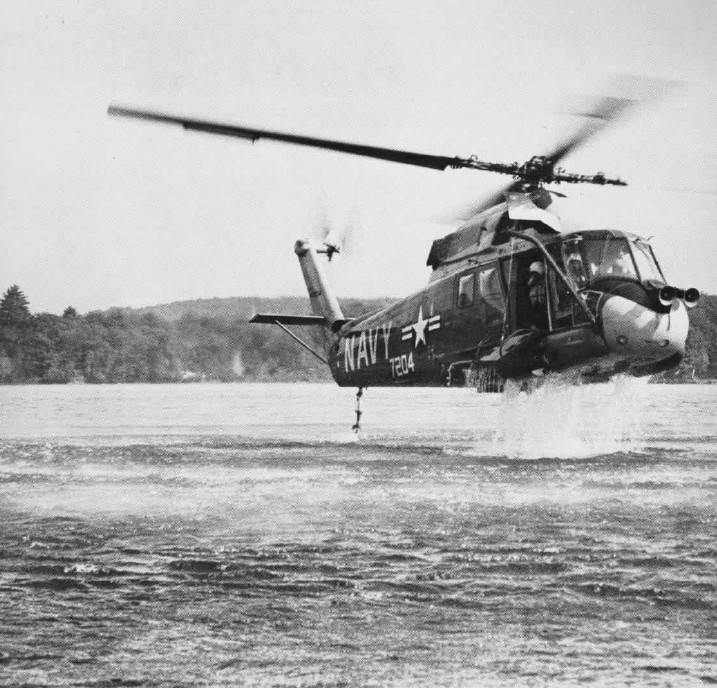
YUH-2A-Prototyp 1963

1965 wurde eine UH-2A mit zwei T-58-GE-8B-Triebwerken ausgerüstet, die nun in zwei Gondeln unterhalb des Rotors untergebracht waren. 40 UH-2A/B wurden daraufhin in UH-2C umgebaut.
Für die Bergung abgeschossener Besatzungen aus Vietnam wurden sechs UH-2A in HH-2C umgerüstet. Diese entsprachen der UH-2C, waren jedoch zusätzlich gepanzert, erhielten einen vierflügeligen Heckrotor, zusätzliche Treibstofftanks, eine Minigun mit Kaliber 7,62 mm in einem Kanonenturm unter dem Cockpit und zwei weitere handbediente an den Seitenfenstern. Ferner erhielten sie 1.350 WPS leistende T58-GE-8F-Triebwerke und ein doppelt bereiftes Hauptfahrwerk. Die Hubschrauber wurden von der Staffel HC-7 Seadevils in Vietnam eingesetzt.
67 weitere Umbauten aus UH-2A/B entsprachen der HH-2C, da sie jedoch unbewaffnet waren, erhielten sie die Bezeichnung HH-2D.

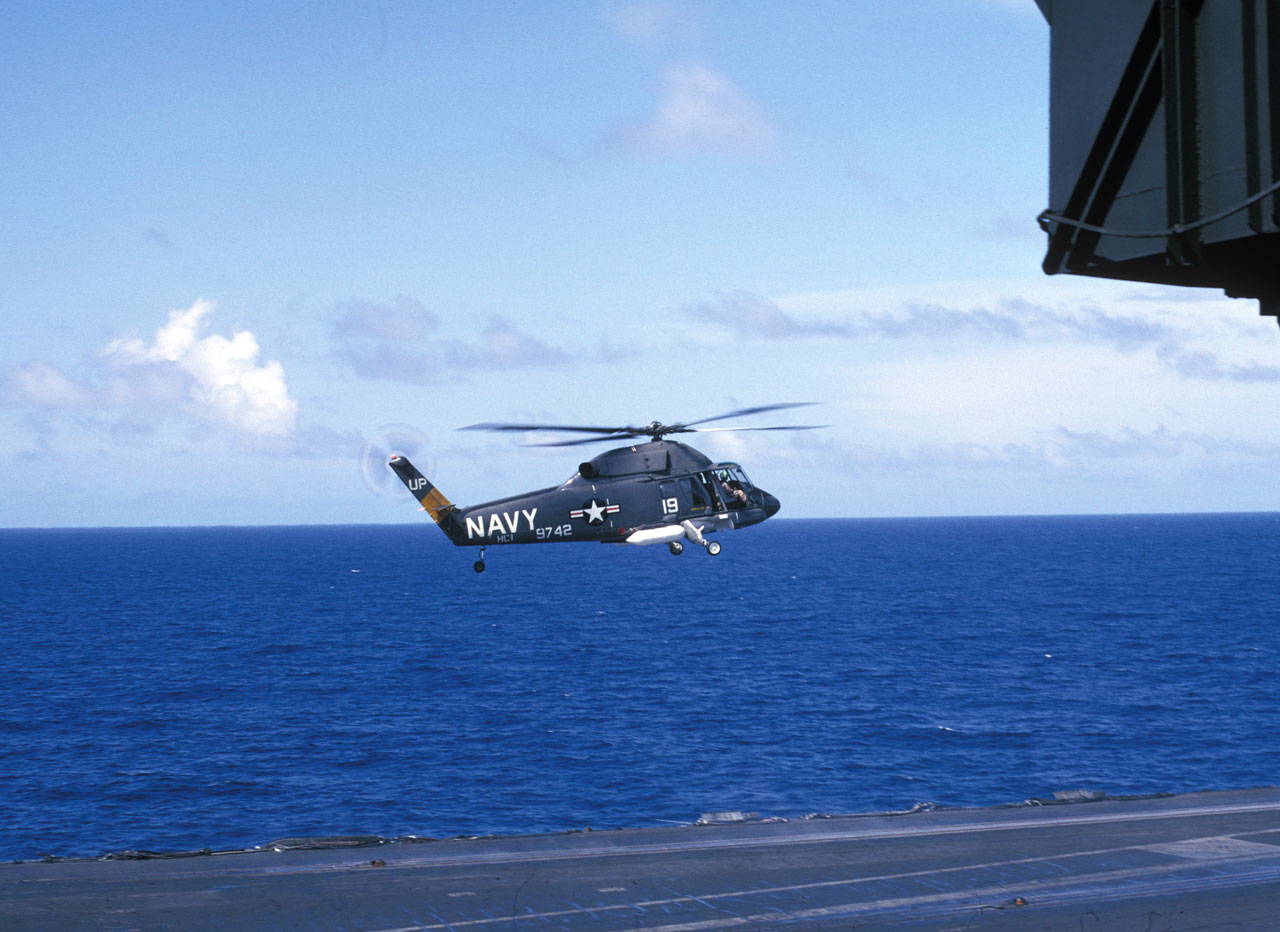
Eine UH-2A der Kitty Hawk 1966

Im Oktober 1970 entschied sich die U.S. Navy für die H-2 als U-Jagd-Hubschrauber auf Fregatten (bis 1976 „Geleitzerstörer“), vor allem der Garcia-Klasse und der Knox-Klasse sowie den Zerstörern der Spruance-Klasse und den Kreuzern der Belknap-Klasse. 1960 bis 1970 waren mit wenig Erfolg sogenannte DASH-Drohnen eingesetzt worden. Als Ersatz diente das Light Airborne Multi-Purpose System (LAMPS) (leichtes luftgestütztes Mehrzweck-System), mit dem U-Boote jenseits des Horizonts bekämpft werden sollten. 20 SH-2D LAMPS I wurden mit einem Radom unter dem Cockpit ausgerüstet und erhielten Sonarbojen in einem Dispenser an der linken Seite sowie einen Detektor für magnetische Anomalien (MAD) an der rechten Seite des Rumpfes. Ferner konnten zwei Mk.46-U-Jagd-Torpedos mitgeführt werden. Am 7. Dezember 1971 begann die erste Einsatzfahrt der Staffel HC-4 an Bord des Lenkwaffenkreuzers Belknap.
1971/72 wurden zwei Hubschrauber zu YSH-2E mit einem großen Radom vor dem Cockpit umgebaut.

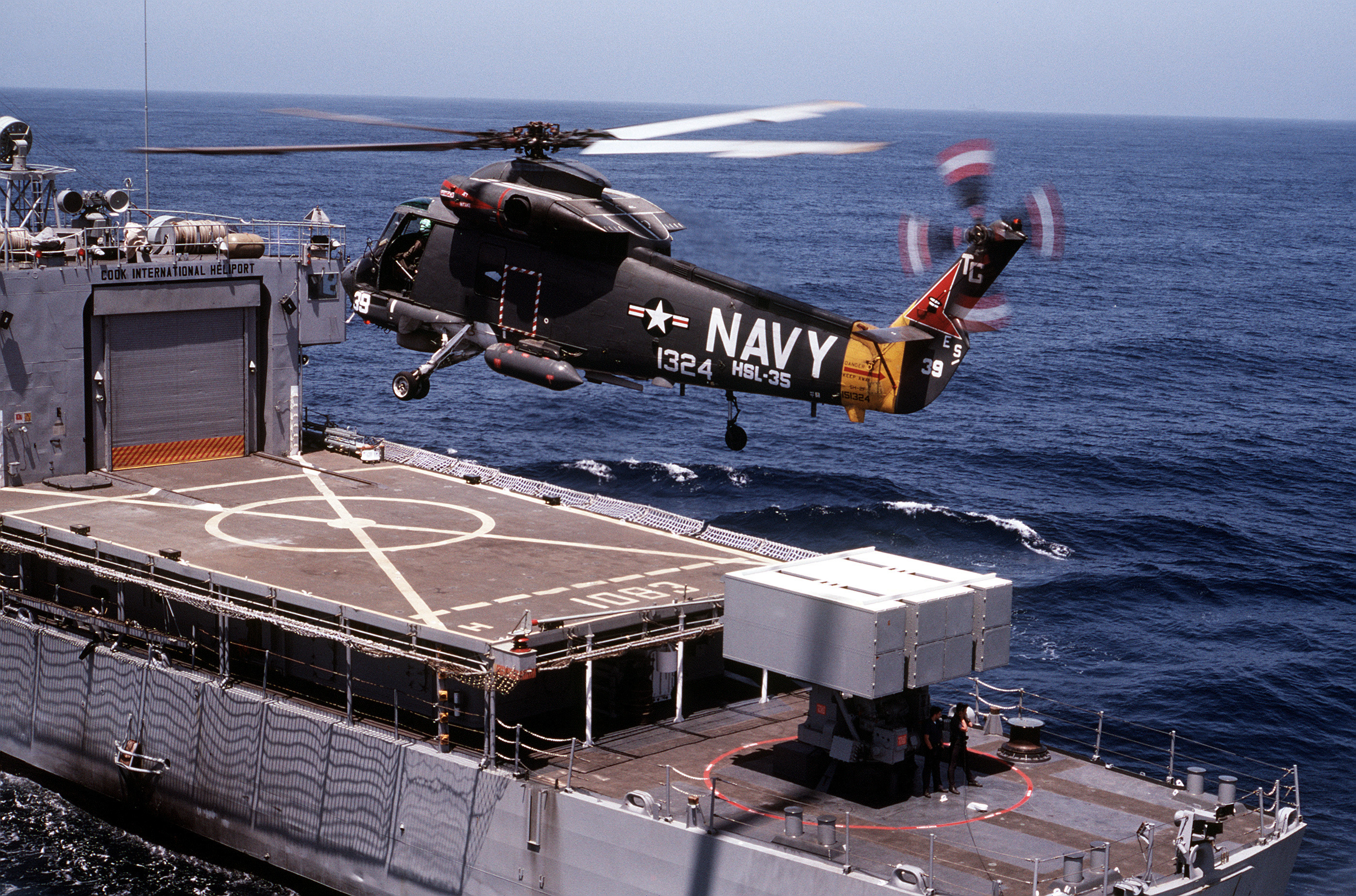
Eine SH-2F landet 1981 auf der Cook

Auf die SH-2D folgte aber eigentlich die SH-2F. Sie glichen der SH-2D, jedoch wurden sie mit stärkeren Triebwerken, neuem Rotor und einer verbesserten Avionik ausgerüstet. Die SH-2F ist vor allem daran von der SH-2D zu unterscheiden, dass das Spornrad weiter vorne angebracht ist. 16 SH-2D und 94 Hubschrauber der früheren Versionen wurden umgerüstet, 54 wurden neu gebaut. Die SH-2F waren bis 1993 bei der U.S. Navy im Einsatz und wurden durch die Sikorsky SH-60B Seahawk ersetzt.
Die Staffeln HSL-84 und -94 der U.S. Naval Reserve erhielten 1993 16 SH-2G Super Seasprite. Diese unterscheiden sich vor allem durch die General Electric T700-GE-401/401C-Triebwerke und eine neuere Avionik.

## Einsatz in anderen Ländern

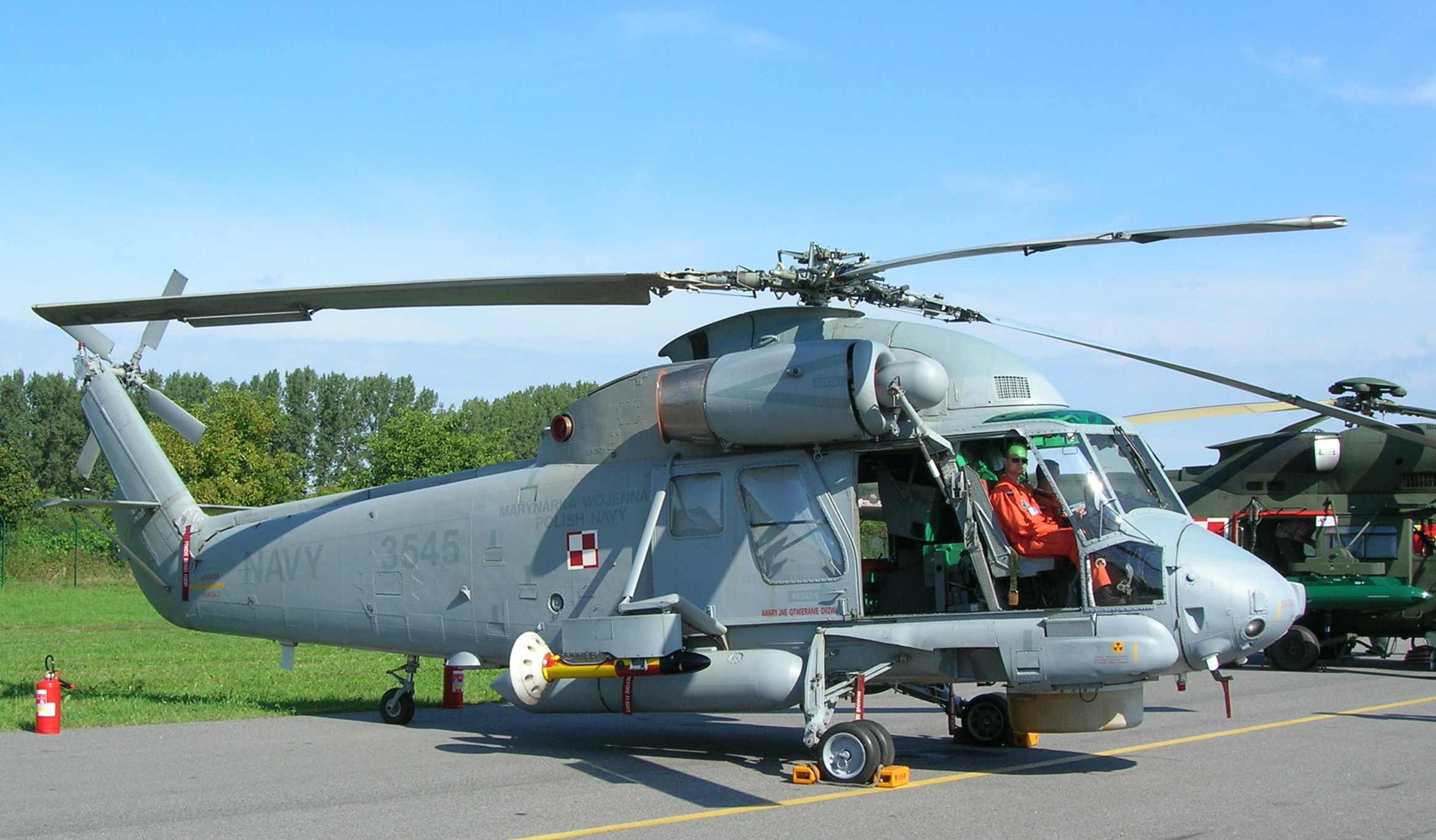
Eine SH-2G der polnischen Marine

Ägypten
1995 orderte Ägypten zehn SH-2G mit Tauchsonar, die ab 1997 ausgeliefert wurden.
 Australien
1997 bestellte Australien elf Ex-USN-Hubschrauber, die ab 2001 ausgeliefert wurden. Den bei der No. 805 Squadron der australischen Marine eingesetzten Hubschraubern wurde 2006 ein Flugverbot erteilt, da gravierende Probleme bei der Flugstabilität und der Software auftraten. Diese Probleme sollten bis 2011 behoben werden.
Anfang März 2008, nach ausufernden und bereits investierten Kosten von 986 Millionen A$, gab die australische Regierung bekannt, dieses Programm komplett einzustellen. Eine Fortführung hätte voraussichtlich weitere 1,3 Milliarden A$ gekostet.
 Neuseeland
Neuseeland orderte ebenfalls 1997 fünf neue SH-2G, die AGM-65-Maverick-Flugkörper abfeuern können. Sie werden von der No. 6 Squadron der RNZAF auf den beiden Fregatten der ANZAC-Klasse eingesetzt. Das Land erwarb auch zehn der von Australien nicht abgenommenen Exemplare, allerdings werden diese ohne die australische Sonderausstattung betrieben. Die Auslieferung erfolgt 2014/2015.
 Peru
Peru orderte 2014 für seine Marine die fünf SH-2G der neuseeländischen Marine, die vor ihrer Inbetriebnahme durch General Dynamics Canada modernisiert werden sollen.
 Polen
2002/03 erhielt Polen vier SH-2G der U.S. Navy zum Einsatz von den ebenfalls übernommenen Fregatten der Oliver-Hazard-Perry-Klasse.

## Versionen

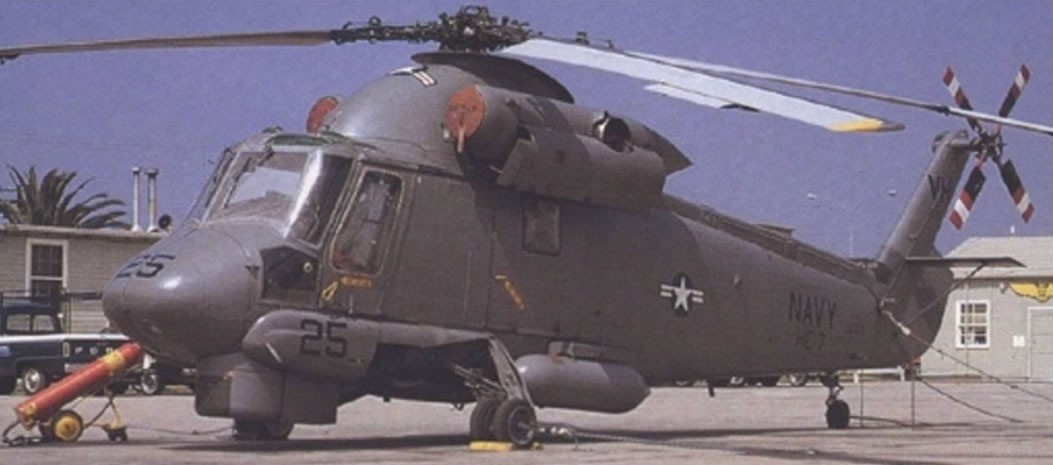
HH-2C der Staffel HC-7

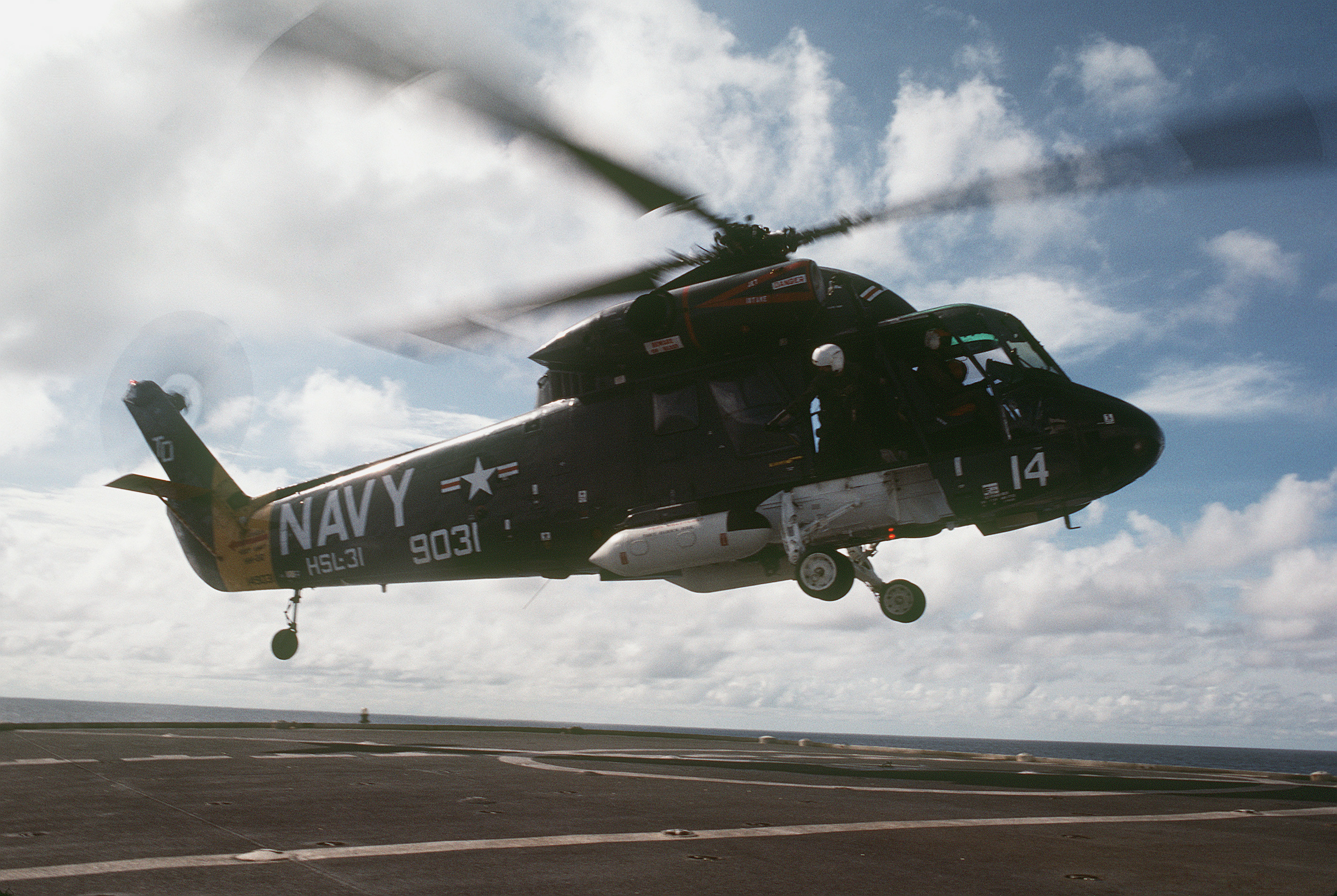
Eine HH-2D 1981

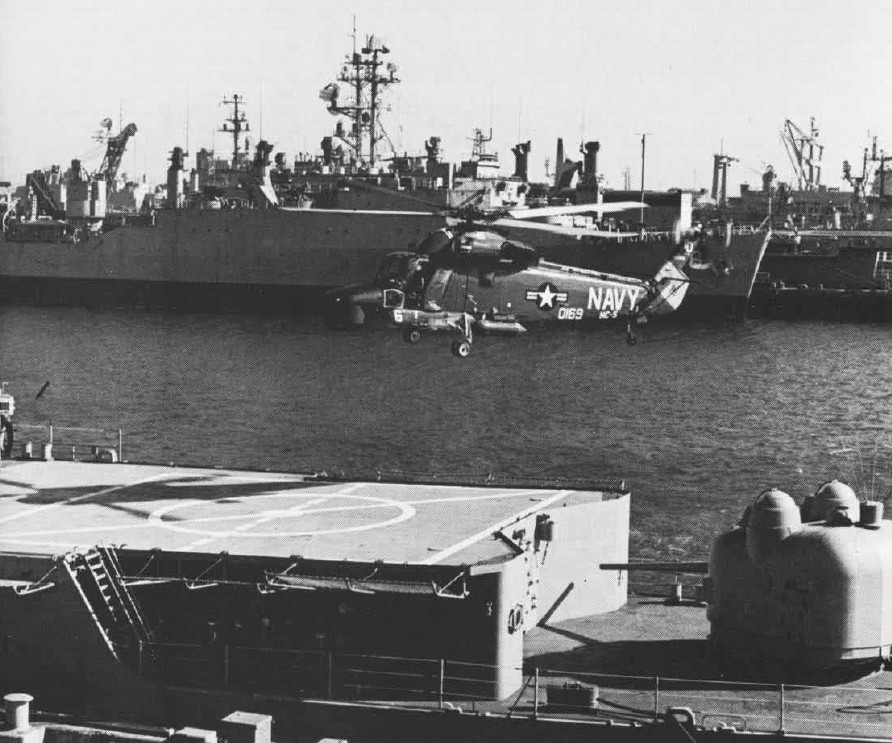
Ein YSH-2E „LAMPS II“-Prototyp landet auf der Fox

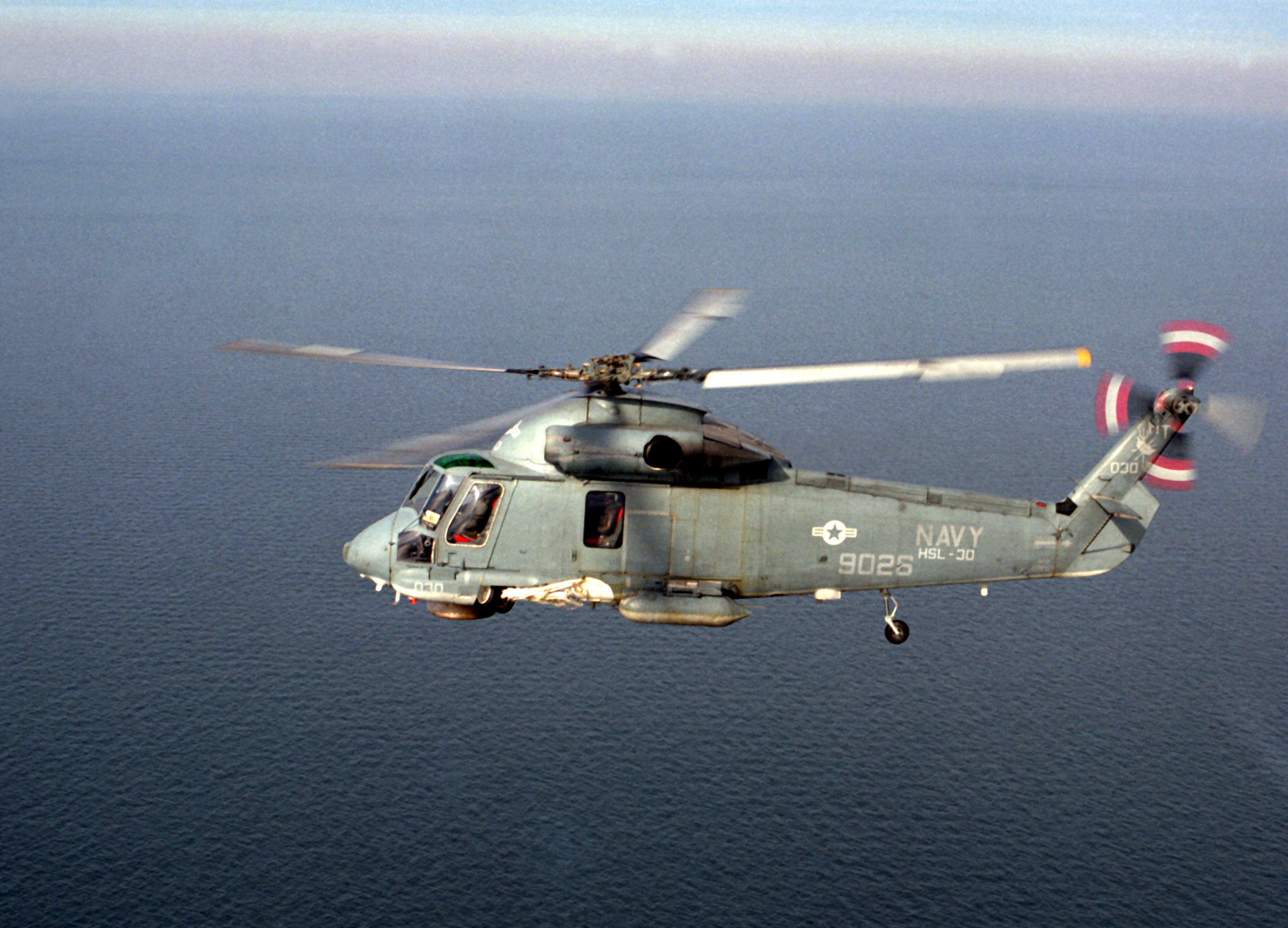
SH-2G der U.S. Navy Reserve

YUH-2A (YHU2K-1)Prototypen, vier wurden gebaut.
UH-2A (HU2K-1)Mehrzweckhubschrauber mit einem 1.250 WPS (932 kW) leistenden General Electric T58-GE-8B-Triebwerk. 84 wurden gebaut.
UH-2BUH-2A ohne Möglichkeit der Betankung im Schwebeflug (wurde später nachgerüstet). 102 wurden gebaut.
UH-2C40 UH-2A/B, die mit zwei General Electric T58-GE-8B-Triebwerken ausgerüstet wurden.
NUH-2CUmbau einer UH-2C zu Testzwecken, die AIM-9 Sidewinder- und AIM-7 Sparrow-Luft-Luft-Flugkörper abfeuern konnte. Später als NUH-2D bezeichnet.
HH-2CUmbau von sechs UH-2C zu bewaffneten und gepanzerten Rettungshubschraubern für den Einsatz im Vietnamkrieg. Die Bewaffnung bestand aus einer 7,62-mm-Minigun in einem Drehturm.
HH-2DUmbau von 67 UH-2A/B zu unbewaffneten und ungepanzerten Rettungshubschraubern.
SH-2DUmbau von 20 H-2 zu U-Jagd-Hubschraubern.
YSH-2EUmbau von zwei H-2 zu U-Jagd-Hubschraubern mit großem Radar.
SH-2FU-Jagd-Hubschrauber mit zwei 1.350 WPS (1.007 kW) leistenden General Electric T58-GE-8F-Triebwerken. 54 wurden neu gebaut, 110 wurden aus früheren Versionen umgebaut.
YSH-2GUmbau einer SH-2F als SH-2G-Prototyp.
SH-2G Super SeaspriteU-Jagd-Hubschrauber mit zwei 1.723 WPS (1.285 kW) General Electric T700-GE-401-Triebwerken. 17 wurden neu gebaut. Neun SH-2F wurden umgerüstet, Kaman bietet dies weiterhin an.

## Technische Daten (SH-2G)
| Kenngröße             | Daten                                                     |
| --------------------- | --------------------------------------------------------- |
| Besatzung             | 3                                                         |
| Rotordurchmesser      | 13,50 m                                                   |
| Länge                 | 15,90 m                                                   |
| Rumpflänge            | 12,20 m                                                   |
| Rumpfbreite           | 3,73 m                                                    |
| Höhe                  | 4,50 m                                                    |
| Höhe über Heckrotor   | 4,62 m                                                    |
| Leermasse             | 3347 kg                                                   |
| Tankinhalt            | 1800 l                                                    |
| Startmasse            | 6124 kg                                                   |
| Antrieb               | zwei General Electric T700-GE-401/401C zu je 1285 kW max. |
| Höchstgeschwindigkeit | 265 km/h                                                  |
| Marschgeschwindigkeit | 222 km/h                                                  |
| Dienstgipfelhöhe      | 6220 m                                                    |
| Reichweite            | 1000 km                                                   |

## Bewaffnung
Beweglich installierte Rohrbewaffnung in seitlichen Türen für Bordschützen
- 2 × M144-Kugellafette mit je einem 7,62-mm-Maschinengewehr U.S. Ordnance M60D mit 200 Schuss Munition

Waffenzuladung an zwei Außenlaststationen
Luft-Boden-Lenkflugkörper
- 2 × Kongsberg AGM-119A „Penguin“
- 2 × LAU-117A-Startschienenträger für 1 × Raytheon AGM-65F „Maverick“ – infrarotgesteuerter Lenkflugkörper gegen Schiffe

Torpedos
- 2 × Honeywell Mk.50-„Barracuda“-Leichtgewichtstorpdeo (Durchmesser 324 mm)
- 2 × Mk.46-Leichtgewichtstorpedo Alliant Techsystems (Kaliber 325 mm)

Ungelenkte Bomben
- 2 × Mk.11 (160-kg-Wasserbombe)

Ungelenkte Luft-Boden-Raketen
- 2 × LAU-61/A-Raketen-Rohrstartbehältern für je 19 × ungelenkte FFAR-Luft-Boden-Raketen; Kaliber 70 mm / 2,75 inch

## Vergleichbare Marinehubschrauber
- AgustaBell AB-212ASW (Bell UH-1N „Twin Huey“)
- Kamow Ka-27PL (NATO-Codename: „Helix-A“)
- Mil Mi-14PL („Haze-A“)
- Sikorsky SH-3D „Sea King“ (S-61)
- Sikorsky SH-60B „Seahawk“
- Westland „Lynx“ HAS Mk.3
- Liste der Hubschraubertypen